# Bolboleaus quadriarmigerus
Bolboleaus quadriarmigerus is een keversoort uit de familie cognackevers (Bolboceratidae). De wetenschappelijke naam van de soort werd in 1954 gepubliceerd door Henry Fuller Howden.